# WTA Tour 1978
Il WTA Tour 1978 è iniziato il 2 gennaio con il Virginia Slims of Washington e si è concluso il 31 dicembre con la finale dell'Australian Open.
Nel 1978 indipendentemente dai tornei del Grande Slam organizzati dall'ITF, la stagione dei tornei della WTA era divisa in 2 circuiti:
1. Da gennaio a marzo: le Virginia Slims Series disputate esclusivamente negli Stati Uniti che si concludeva con il Masters disputato dalle migliori giocatrici che avevano accumulato più punti in questa parte della stagione. Contemporaneamente si giocavano le Futures Series (conosciute come Avon Futures Series per motivi di sponsorizzazione) che comprendevano i tornei con montepremi di 20.000 $.
2. Da aprile a novembre: le Colgate Series disputate nei Paesi di tutto il resto del mondo. Questa serie si concludeva con il Colgate Series Championships cui accedevano le migliori giocatrici che avevano accumulato più punti nella seconda parte della stagione.

Un certo numero di tornei non appartenevano a nessuno di questi due circuiti.

## Gennaio
| Settimana  | Torneo                                                                                        | Vincitrici                                         | Finaliste                            | Semifinaliste | Eliminate ai quarti |
| ---------- | --------------------------------------------------------------------------------------------- | -------------------------------------------------- | ------------------------------------ | ------------- | ------------------- |
| 2 gennaio  | Virginia Slims of Washington 1978 Washington, USA Sintetico indoor Singolare - Doppio         | Martina Navrátilová 7-5 6-4                        | Betty Stöve                          |               |                     |
| 2 gennaio  | Virginia Slims of Washington 1978 Washington, USA Sintetico indoor Singolare - Doppio         | Billie Jean King Martina Navrátilová 6-3, 7-5      | Betty Stöve Wendy Turnbull           |               |                     |
| 8 gennaio  | Avon Futures of San Diego 1978 San Diego, USA Cemento Singolare - Doppio                      | Marita Redondo 6-2 6-4                             | Pat Medrado                          |               |                     |
| 8 gennaio  | Avon Futures of San Diego 1978 San Diego, USA Cemento Singolare - Doppio                      | Bunny Bruning Rayni Fox 3-6 7-6 6-2                | Lea Antonoplis Valerie Ziegenfuss    |               |                     |
| 9 gennaio  | Virginia Slims of Florida 1978 Hollywood, USA Sintetico indoor Singolare - Doppio             | Evonne Goolagong Cawley 6-2 6-3                    | Wendy Turnbull                       |               |                     |
| 9 gennaio  | Virginia Slims of Florida 1978 Hollywood, USA Sintetico indoor Singolare - Doppio             | Rosie Casals Wendy Turnbull 6-2, 6-4               | Françoise Dürr Virginia Wade         |               |                     |
| 9 gennaio  | Avon Futures of Northern California 1978 San Carlos, USA Cemento Singolare - Doppio           | Peanut Louie-Harper 7-6 6-2                        | Ruta Gerulaitis                      |               |                     |
| 9 gennaio  | Avon Futures of Northern California 1978 San Carlos, USA Cemento Singolare - Doppio           | Carrie Meyer Sharon Walsh 7-6 6-2                  | Ann Kiyomura Valerie Ziegenfuss      |               |                     |
| 16 gennaio | Virginia Slims of Houston 1978 Houston, Texas, USA Sintetico indoor Singolare - Doppio        | Martina Navrátilová 1-6 6-2 6-2                    | Billie Jean King                     |               |                     |
| 16 gennaio | Virginia Slims of Houston 1978 Houston, Texas, USA Sintetico indoor Singolare - Doppio        | Martina Navrátilová Billie Jean King 7–6, 4–6, 7–6 | Greer Stevens Mona Schallau Guerrant |               |                     |
| 16 gennaio | Avon Futures of Tucson 1978 Tucson, USA Cemento Singolare - Doppio                            | Brigette Cuypers 6-2 2-6 6-3                       | Sharon Walsh                         |               |                     |
| 16 gennaio | Avon Futures of Tucson 1978 Tucson, USA Cemento Singolare - Doppio                            | Carrie Meyer Sharon Walsh 6-4 2-6 6-2              | Ann Kiyomura Val Ziegenfuss          |               |                     |
| 23 gennaio | Virginia Slims of Los Angeles 1978 Los Angeles, Stati Uniti Cemento indoor Singolare - Doppio | Martina Navrátilová 6-3 6-2                        | Rosie Casals                         |               |                     |
| 23 gennaio | Virginia Slims of Los Angeles 1978 Los Angeles, Stati Uniti Cemento indoor Singolare - Doppio | Betty Stöve Virginia Wade 6-3, 6-2                 | Pam Teeguarden Greer Stevens         |               |                     |
| 23 gennaio | Avon Futures of Columbus 1978 Columbus, USA Campo indoor Singolare - Doppio                   | Pam Shriver 6-1 6-3                                | Kate Latham                          |               |                     |
| 23 gennaio | Avon Futures of Columbus 1978 Columbus, USA Campo indoor Singolare - Doppio                   | Ann Kiyomura Sue Mappin 6-2 6-4                    | Paulina Peled Renée Richards         |               |                     |
| 30 gennaio | Virginia Slims of Chicago 1978 Chicago, USA Sintetico indoor Singolare - Doppio               | Martina Navrátilová 6-7 (4-5) 6-2 6-2              | Evonne Goolagong Cawley              |               |                     |
| 30 gennaio | Virginia Slims of Chicago 1978 Chicago, USA Sintetico indoor Singolare - Doppio               | Betty Stöve Evonne Goolagong Cawley 6–1, 6–4       | Rosie Casals Joanne Russell          |               |                     |
| 30 gennaio | Avon Futures of Utah 1978 Ogden, USA Singolare - Doppio                                       | Caroline Stoll 6-3 6-4                             | Carrie Meyer                         |               |                     |
| 30 gennaio | Avon Futures of Utah 1978 Ogden, USA Singolare - Doppio                                       | Ann Kiyomura Val Ziegenfuss 7-5 6-4                | Kathy Kuykendall Kym Ruddell         |               |                     |

## Febbraio
| Settimana   | Torneo                                                                              | Vincitrici                                    | Finaliste                          | Semifinaliste | Eliminate ai quarti |
| ----------- | ----------------------------------------------------------------------------------- | --------------------------------------------- | ---------------------------------- | ------------- | ------------------- |
| 6 febbraio  | Virginia Slims of Seattle 1978 Seattle, USA Sintetico indoor Singolare - Doppio     | Martina Navrátilová 6-1 1-6 6-1               | Betty Stöve                        |               |                     |
| 6 febbraio  | Virginia Slims of Seattle 1978 Seattle, USA Sintetico indoor Singolare - Doppio     | Kerry Melville Reid Wendy Turnbull 6-2, 6-3   | Patricia Bostrom Marita Redondo    |               |                     |
| 6 febbraio  | Avon Futures of Toronto 1978 Toronto, Canada Singolare - Doppio                     | Sharon Walsh 4-6 6-4 7-6                      | Helena Anliot                      |               |                     |
| 6 febbraio  | Avon Futures of Toronto 1978 Toronto, Canada Singolare - Doppio                     | Bunny Bruning Sharon Walsh 6-4 7-5            | Mimi Wikstedt Jane Stratton        |               |                     |
| 12 febbraio | Avon Futures of Montreal 1978 Montréal, Canada Campo indoor Singolare - Doppio      | Hana Strachonova 4-6 6-1 7-5                  | Stephanie Tolleson                 |               |                     |
| 12 febbraio | Avon Futures of Montreal 1978 Montréal, Canada Campo indoor Singolare - Doppio      | Ann Kiyomura Laura DuPont 6-4 3-6 6-4         | Mimi Wikstedt Jane Stratton        |               |                     |
| 20 febbraio | Virginia Slims of Detroit 1978 Detroit, MI, USA Sintetico indoor Singolare - Doppio | Martina Navrátilová 6-3 6-2                   | Dianne Fromholtz Balestrat         |               |                     |
| 20 febbraio | Virginia Slims of Detroit 1978 Detroit, MI, USA Sintetico indoor Singolare - Doppio | Martina Navrátilová Billie Jean King 6–3, 6–4 | Kerry Melville Reid Wendy Turnbull |               |                     |
| 20 febbraio | Avon Futures of Puerto Rico 1978 San Juan, Porto Rico Singolare - Doppio            | Julie Anthony 6-7 6-4 7-6                     | Mary Hamm                          |               |                     |
| 20 febbraio | Avon Futures of Puerto Rico 1978 San Juan, Porto Rico Singolare - Doppio            | Mimi Wikstedt Jane Stratton 7-5 2-6 6-3       | Ann Kiyomura Valerie Ziegenfuss    |               |                     |
| 27 febbraio | Virginia Slims of Kansas 1978 Kansas City, USA Cemento indoor Singolare - Doppio    | Martina Navrátilová 7-5 2-6 6-3               | Billie Jean King                   |               |                     |
| 27 febbraio | Virginia Slims of Kansas 1978 Kansas City, USA Cemento indoor Singolare - Doppio    | Martina Navrátilová Billie Jean King 6–4, 6–4 | Kerry Melville Reid Wendy Turnbull |               |                     |
| 27 febbraio | Avon Futures of South Florida 1978 Fort Lauderdale, USA Singolare - Doppio          | Caroline Stoll 6-3 6-2                        | Lesley Hunt                        |               |                     |
| 27 febbraio | Avon Futures of South Florida 1978 Fort Lauderdale, USA Singolare - Doppio          | Lesley Hunt Marianna Simionescu 1-6 7-6 6-3   | Diane Desfor Barbara Hallquist     |               |                     |

## Marzo
| Settimana | Torneo                                                                                | Vincitrici                                    | Finaliste                           | Semifinaliste | Eliminate ai quarti |
| --------- | ------------------------------------------------------------------------------------- | --------------------------------------------- | ----------------------------------- | ------------- | ------------------- |
| 3 marzo   | Virginia Slims of Dallas 1978 Dallas, USA Sintetico indoor Singolare - Doppio         | Evonne Goolagong Cawley 4-6 6-0 6-2           | Tracy Austin                        |               |                     |
| 3 marzo   | Virginia Slims of Dallas 1978 Dallas, USA Sintetico indoor Singolare - Doppio         | Martina Navrátilová Anne Smith 6–3, 7–6       | Evonne Goolagong Cawley Betty Stöve |               |                     |
| 6 marzo   | Avon Futures of Southwest Florida 1978 Fort Myers, USA Singolare - Doppio             | Renée Richards 6-1 6-7 6-4                    | Laura DuPont                        |               |                     |
| 6 marzo   | Avon Futures of Southwest Florida 1978 Fort Myers, USA Singolare - Doppio             | Chris O'Neil Pam Whytcross 6-3 6-1            | Ann Kiyomura Renée Richards         |               |                     |
| 13 marzo  | Virginia Slims of Boston 1978 Boston, USA Sintetico indoor Singolare - Doppio         | Evonne Goolagong Cawley 4-6 6-1 6-4           | Chris Evert                         |               |                     |
| 13 marzo  | Virginia Slims of Boston 1978 Boston, USA Sintetico indoor Singolare - Doppio         | Billie Jean King Martina Navrátilová 6–3, 6–2 | Evonne Goolagong Cawley Betty Stöve |               |                     |
| 13 marzo  | Avon Futures of Orlando 1978 Orlando, USA Singolare - Doppio                          | Mary Struthers 6-4 7-5                        | Valerie Ziegenfuss                  |               |                     |
| 13 marzo  | Avon Futures of Orlando 1978 Orlando, USA Singolare - Doppio                          | Bunny Bruning Rayni Fox 6-3 6-1               | Ann Kiyomura Valerie Ziegenfuss     |               |                     |
| 20 marzo  | Virginia Slims of Philadelphia 1978 Filadelfia, USA Cemento indoor Singolare - Doppio | Chris Evert 6-0 6-4                           | Billie Jean King                    |               |                     |
| 20 marzo  | Virginia Slims of Philadelphia 1978 Filadelfia, USA Cemento indoor Singolare - Doppio | Kerry Melville Reid Wendy Turnbull 6-3, 7-5   | Françoise Dürr Virginia Wade        |               |                     |
| 20 marzo  | Avon Futures Championships 1978 Atlanta, USA Singolare - Doppio                       | Julie Anthony 6-3 6-3                         | Marita Redondo                      |               |                     |
| 20 marzo  | Avon Futures Championships 1978 Atlanta, USA Singolare - Doppio                       | Ann Kiyomura Valerie Ziegenfuss 6-3 6-4       | Mimi Wikstedt Jane Stratton         |               |                     |
| 27 marzo  | Virginia Slims Championships 1978 Oakland, USA Sintetico indoor Singolare             | Martina Navrátilová 7-6 (5-0) 6-4             | Evonne Goolagong Cawley             |               |                     |

## Aprile
| Settimana | Torneo                                                                       | Vincitrici                                    | Finaliste                            | Semifinaliste | Eliminate ai quarti |
| --------- | ---------------------------------------------------------------------------- | --------------------------------------------- | ------------------------------------ | ------------- | ------------------- |
| 3 aprile  | World Doubles Championships 1978 Salt Lake City, USA Sintetico indoor Doppio | Billie Jean King Martina Navrátilová 6–4, 6–4 | Françoise Dürr Virginia Wade         |               |                     |
| 3 aprile  | World Doubles Championships 1978 Salt Lake City, USA Sintetico indoor Doppio |                                               |                                      |               |                     |
| 10 aprile | Family Circle Cup 1978 Hilton Head, USA Terra verde Singolare - Doppio       | Chris Evert 6-2 6-0                           | Kerry Melville Reid                  |               |                     |
| 10 aprile | Family Circle Cup 1978 Hilton Head, USA Terra verde Singolare - Doppio       | Billie Jean King Martina Navrátilová 6-3, 7-5 | Mona Schallau Guerrant Greer Stevens |               |                     |

## Maggio
| Settimana               | Torneo                                                                      | Vincitrici                                  | Finaliste                                            | Semifinaliste | Eliminate ai quarti |
| ----------------------- | --------------------------------------------------------------------------- | ------------------------------------------- | ---------------------------------------------------- | ------------- | ------------------- |
| 15 maggio               | WTA German Open 1978 Amburgo, Germania Terra rossa Singolare - Doppio       | Mima Jaušovec 6-2 6-3                       | Virginia Ruzici                                      |               |                     |
| 15 maggio               | WTA German Open 1978 Amburgo, Germania Terra rossa Singolare - Doppio       | Mima Jaušovec Virginia Ruzici 6-4, 5-7, 6-0 | Katja Burgemeister Ebbinghaus Helga Niessen Masthoff |               |                     |
| 22 maggio               | Internazionali d'Italia 1978 Roma, Italia Terra rossa Singolare - Doppio    | Regina Maršíková 7-5 7-5                    | Virginia Ruzici                                      |               |                     |
| 22 maggio               | Internazionali d'Italia 1978 Roma, Italia Terra rossa Singolare - Doppio    | Mima Jaušovec Virginia Ruzici 6-2, 2-6, 7-5 | Florența Mihai Betsy Nagelsen                        |               |                     |
| 29 maggio (2 settimane) | Open di Francia 1978 Parigi, Francia Terra rossa Singolare - Doppio - Misto | Virginia Ruzici 6-2 6-2                     | Mima Jaušovec                                        |               |                     |
| 29 maggio (2 settimane) | Open di Francia 1978 Parigi, Francia Terra rossa Singolare - Doppio - Misto | Mima Jaušovec Virginia Ruzici 5–7, 6–4, 8–6 | Lesley Turner Bowrey Gail Sherriff Chanfreau Lovera  |               |                     |

## Giugno
| Settimana               | Torneo                                                                                    | Vincitrici                                            | Finaliste                            | Semifinaliste | Eliminate ai quarti |
| ----------------------- | ----------------------------------------------------------------------------------------- | ----------------------------------------------------- | ------------------------------------ | ------------- | ------------------- |
| 12 giugno               | Torneo di Chichester 1978 Chichester, Gran Bretagna Erba Singolare - Doppio               | Evonne Goolagong Cawley 6-4 6-4                       | Pam Teeguarden                       |               |                     |
| 12 giugno               | Torneo di Chichester 1978 Chichester, Gran Bretagna Erba Singolare - Doppio               | Janet Newberry Pam Shriver 3-6, 6-3, 6-4              | Michelle Tyler-Wilson Yvonne Vermaak |               |                     |
| 19 giugno               | International Women's Open 1978 Eastbourne, Gran Bretagna Erba Singolare - Doppio         | Martina Navrátilová 6-4 4-6 9-7                       | Chris Evert                          |               |                     |
| 19 giugno               | International Women's Open 1978 Eastbourne, Gran Bretagna Erba Singolare - Doppio         | Chris Evert Betty Stöve 6-4, 6–7, 7-5                 | Billie Jean King Martina Navrátilová |               |                     |
| 26 giugno (2 settimane) | Torneo di Wimbledon 1978 Wimbledon, Londra, Gran Bretagna Erba Singolare - Doppio - Misto | Martina Navrátilová 2-6 6-4 7-5                       | Chris Evert                          |               |                     |
| 26 giugno (2 settimane) | Torneo di Wimbledon 1978 Wimbledon, Londra, Gran Bretagna Erba Singolare - Doppio - Misto | Kerry Melville Reid Wendy Turnbull 4-6 9-8(12-10) 6-3 | Mima Jaušovec Virginia Ruzici        |               |                     |

## Luglio
Nessun evento

## Agosto
| Settimana             | Torneo                                                                            | Vincitrici                                    | Finaliste                          | Semifinaliste | Eliminate ai quarti |
| --------------------- | --------------------------------------------------------------------------------- | --------------------------------------------- | ---------------------------------- | ------------- | ------------------- |
| 7 agosto              | US Clay Court Championships 1978 Indianapolis, USA Terra rossa Singolare - Doppio | Dana Gilbert 6-2 6-3                          | Viviana Segal Gonzalez-Lociccero   |               |                     |
| 7 agosto              | US Clay Court Championships 1978 Indianapolis, USA Terra rossa Singolare - Doppio | Helena Anliot Helle Sparre-Viragh 6–3, 6–1    | Barbara Hallquist Sheila McInerney |               |                     |
| 14 agosto             | Canada Open 1978 Toronto, Canada Cemento Singolare - Doppio                       | Regina Maršíková 7-5 6-7 6-2                  | Virginia Ruzici                    |               |                     |
| 14 agosto             | Canada Open 1978 Toronto, Canada Cemento Singolare - Doppio                       | Regina Maršíková Pam Teeguarden 7-5, 6-7, 6-2 | Chris O'Neil Paula White Smith     |               |                     |
| 21 agosto             | WTA New Jersey 1978 Mahwah, Stati Uniti Cemento Singolare - Doppio                | Virginia Wade 1-6 6-1 6-4                     | Kerry Melville Reid                |               |                     |
| 21 agosto             | WTA New Jersey 1978 Mahwah, Stati Uniti Cemento Singolare - Doppio                | Ilana Kloss Marise Kruger 6–3, 6–1            | Barbara Potter Pam Whytcross       |               |                     |
| 28 agosto 2 settimane | US Open 1978 Flushing Meadows, New York, USA Cemento Singolare - Doppio - Misto   | Chris Evert 7-5 6-4                           | Pam Shriver                        |               |                     |
| 28 agosto 2 settimane | US Open 1978 Flushing Meadows, New York, USA Cemento Singolare - Doppio - Misto   | Billie Jean King Martina Navrátilová 7–6, 6–4 | Kerry Melville Reid Wendy Turnbull |               |                     |

## Settembre
| Settimana    | Torneo                                                                                         | Vincitrici                                 | Finaliste                      | Semifinaliste | Eliminate ai quarti |
| ------------ | ---------------------------------------------------------------------------------------------- | ------------------------------------------ | ------------------------------ | ------------- | ------------------- |
| 11 settembre | Toray Pan Pacific Open 1978 Tokyo, Giappone Cemento Singolare                                  | Virginia Wade 6-4 7-6                      | Betty Stöve                    |               |                     |
| 11 settembre | WTA San Antonio 1978 San Antonio, USA Cemento Singolare - Doppio                               | Stacy Margolin 7-5 6-1                     | Yvonne Vermaak                 |               |                     |
| 11 settembre | WTA San Antonio 1978 San Antonio, USA Cemento Singolare - Doppio                               | Ilana Kloss Marise Kruger 6-1, 6-4         | Laura Dupont Françoise Dürr    |               |                     |
| 18 settembre | Montreal Classic 1978 Montréal, Canada Cemento indoor Singolare - Doppio                       | Caroline Stoll 6-3 6-2                     | Françoise Dürr                 |               |                     |
| 18 settembre | Montreal Classic 1978 Montréal, Canada Cemento indoor Singolare - Doppio                       | Julie Anthony Billie Jean King 6-4, 6-4    | Ilana Kloss Marise Kruger      |               |                     |
| 25 settembre | Toyota Classic 1978 (Atlanta Wyler's Classic) Atlanta, USA Sintetico indoor Singolare - Doppio | Chris Evert 7–6(3) 0-6 6-3                 | Martina Navrátilová            |               |                     |
| 25 settembre | Toyota Classic 1978 (Atlanta Wyler's Classic) Atlanta, USA Sintetico indoor Singolare - Doppio | Françoise Dürr Virginia Wade 4-6, 6-2, 6-4 | Martina Navrátilová Anne Smith |               |                     |

## Ottobre
| Settimana  | Torneo                                                                                   | Vincitrici                                      | Finaliste                      | Semifinaliste | Eliminate ai quarti |
| ---------- | ---------------------------------------------------------------------------------------- | ----------------------------------------------- | ------------------------------ | ------------- | ------------------- |
| 2 ottobre  | Thunderbird Classic 1978 Phoenix, USA Cemento Singolare - Doppio                         | Martina Navrátilová 6-4 6-2                     | Tracy Austin                   |               |                     |
| 2 ottobre  | Thunderbird Classic 1978 Phoenix, USA Cemento Singolare - Doppio                         | Tracy Austin Betty Stöve 6-4, 6-7, 6-2          | Martina Navrátilová Anne Smith |               |                     |
| 9 ottobre  | US Indoors 1978 Bloomington, USA Sintetico indoor Singolare - Doppio                     | Chris Evert 6-7 6-2 6-4                         | Virginia Wade                  |               |                     |
| 9 ottobre  | US Indoors 1978 Bloomington, USA Sintetico indoor Singolare - Doppio                     | Kerry Melville Reid Wendy Turnbull 6–3, 6–3     | Lesley Hunt Ilana Kloss        |               |                     |
| 16 ottobre | Brighton International 1978 Brighton, Gran Bretagna Sintetico indoor Singolare - Doppio  | Virginia Ruzici 5-7 6-2 7-5                     | Betty Stöve                    |               |                     |
| 16 ottobre | Brighton International 1978 Brighton, Gran Bretagna Sintetico indoor Singolare - Doppio  | Betty Stöve Virginia Wade 6-0, 7-6              | Ilana Kloss Joanne Russell     |               |                     |
| 23 ottobre | Porsche Tennis Grand Prix 1978 Filderstadt, Germania Sintetico indoor Singolare - Doppio | Tracy Austin 6-3 6-3                            | Betty Stöve                    |               |                     |
| 23 ottobre | Porsche Tennis Grand Prix 1978 Filderstadt, Germania Sintetico indoor Singolare - Doppio | Tracy Austin Betty Stöve 6–3, 6–3               | Mima Jaušovec Virginia Ruzici  |               |                     |
| 30 ottobre | WTA Argentine Open 1978 Buenos Aires, Argentina Terra rossa Singolare - Doppio           | Caroline Stoll 6-3 6-1                          | Emilse Raponi-Longo            |               |                     |
| 30 ottobre | WTA Argentine Open 1978 Buenos Aires, Argentina Terra rossa Singolare - Doppio           | Françoise Dürr Valerie Ziegenfuss 1-6, 6-4, 6-3 | Laura Dupont Regina Maršíková  |               |                     |

## Novembre
| Settimana   | Torneo                                                                                    | Vincitrici                                    | Finaliste                                   | Semifinaliste | Eliminate ai quarti |
| ----------- | ----------------------------------------------------------------------------------------- | --------------------------------------------- | ------------------------------------------- | ------------- | ------------------- |
| 6 novembre  | Eckerd Tennis Open 1978 (Florida Federal Open) Clearwater, USA Cemento Singolare - Doppio | Virginia Wade 6-4 7-6                         | Anna-Maria Fernández                        |               |                     |
| 6 novembre  | Eckerd Tennis Open 1978 (Florida Federal Open) Clearwater, USA Cemento Singolare - Doppio | Martina Navrátilová Anne Smith 7–6, 6–3       | Kerry Melville Reid Wendy Turnbull          |               |                     |
| 13 novembre | Colgate Series Championships 1978 Palm Springs, USA Cemento Singolare - Doppio            | Chris Evert 6-3 6-3                           | Martina Navrátilová                         |               |                     |
| 13 novembre | Colgate Series Championships 1978 Palm Springs, USA Cemento Singolare - Doppio            | Billie Jean King Martina Navrátilová 6-2, 6-2 | Kerry Melville Reid Wendy Turnbull          |               |                     |
| 20 novembre | WTA Christchurch 1978 Christchurch, Nuova Zelanda Cemento Singolare - Doppio              | Regina Maršíková 4-6 6-4 6-4                  | Sylvia Hanika                               |               |                     |
| 20 novembre | WTA Christchurch 1978 Christchurch, Nuova Zelanda Cemento Singolare - Doppio              | Lesley Hunt Sharon Walsh 6-1, 7-5             | Katja Burgemeister Ebbinghaus Sylvia Hanika |               |                     |

## Dicembre
| Settimana               | Torneo                                                                            | Vincitrici                                       | Finaliste                       | Semifinaliste | Eliminate ai quarti |
| ----------------------- | --------------------------------------------------------------------------------- | ------------------------------------------------ | ------------------------------- | ------------- | ------------------- |
| 4 dicembre              | WTA Sydney 1978 (Sydney Toyota Classic) Sydney, Australia Erba Singolare - Doppio | Dianne Fromholtz Balestrat 6-1 1-6 6-4           | Kerry Melville Reid             |               |                     |
| 4 dicembre              | WTA Sydney 1978 (Sydney Toyota Classic) Sydney, Australia Erba Singolare - Doppio | Kerry Melville Reid Wendy Turnbull 6-2, 4-6, 6-2 | Judy Connor Chaloner Anne Hobbs |               |                     |
| 11 dicembre             | South Australian Open 1978 Adelaide, Australia Erba Singolare - Doppio            | Kerry Melville Reid 7-5 6-7 6-1                  | Beth Norton                     |               |                     |
| 11 dicembre             | South Australian Open 1978 Adelaide, Australia Erba Singolare - Doppio            | Lesley Hunt Sharon Walsh 6-2, 6-2                | Ilana Kloss Marise Kruger       |               |                     |
| 18 dicembre             | New South Wales Open 1978 Sydney, Australia Erba Singolare - Doppio               | Dianne Fromholtz Balestrat 6-2 7-5               | Wendy Turnbull                  |               |                     |
| 18 dicembre             | New South Wales Open 1978 Sydney, Australia Erba Singolare - Doppio               | Lesley Hunt Sharon Walsh 6-2, 6-1                | Ilana Kloss Marise Kruger       |               |                     |
| 25 dicembre 2 settimane | Australian Open 1978 Melbourne, Australia Erba Singolare - Doppio                 | Chris O'Neil 6-3 7–6(3)                          | Betsy Nagelsen                  |               |                     |
| 25 dicembre 2 settimane | Australian Open 1978 Melbourne, Australia Erba Singolare - Doppio                 | Betsy Nagelsen Renáta Tomanová 7-5, 6-2          | Naoko Satō Pam Whytcross        |               |                     |